# Robert Ancelin
Pour les articles homonymes, voir Ancelin.
Robert Ancelin est un comédien français, né le 22 novembre 1898 à Poitiers (Vienne) et mort le 25 janvier 1986 à Paris 13e.
Il a été marié à la soprano Fanély Revoil de 1937 à 1942. Il dirige le Théâtre de la Porte-Saint-Martin de 1940 à 1949.

## Filmographie
- 1930 : Hai-Tang de Richard Eichberg et Jean Kemm : Boris Ivanoff
- 1931 : Y'en a pas deux comme Angélique de Roger Lion : Jean Larivière
- 1931 : Autour d'une enquête de Robert Siodmak et Henri Chomette : Klate
- 1932 : Y'a erreur de Joseph Tzipine (court métrage)
- 1932 : L'Amour et la Veine de Monty Banks : Jackson
- 1932 : Clochard de Robert Péguy : Poum
- 1932 : Le Dernier Choc de Jacques de Baroncelli : Lucien
- 1933 : La Poule de René Guissart : Paul Cellier
- 1933 : Prince des Six Jours de Robert Vernay : Teddy, le barman
- 1933 : Vilaine histoire de Christian-Jaque (court métrage) : le détective amateur
- 1933 : L'Empreinte sanglante de Jean Mamy (court métrage) : le détective amateur
- 1933 : Deux blondes de Jean Mamy (court métrage) : le détective amateur
- 1933 : Le Client du numéro 16 de Jean Mamy (court métrage)
- 1933 : Ce n'est pas lui, réalisation anonyme (court métrage)
- 1933 : L'Atroce Menace de Christian-Jaque (court métrage) : le détective amateur
- 1934 : Crime d'amour de Roger Capellani (court métrage)
- 1934 : Lui...ou...elle de Roger Capellani (court métrage) : le détective amateur
- 1935 : Sans elle de M. Deleric (court métrage)
- 1935 : La Bandera de Julien Duvivier : le lieutenant
- 1938 : Café de Paris d'Yves Mirande et Georges Lacombe
- 1939 : La Piste du nord de Jacques Feyder

## Théâtre

### Comédien
- 1930 : Arsène Lupin banquier, opérette, livret Yves Mirande, couplets Albert Willemetz, compositeur Marcel Lattes d'après Maurice Leblanc, Théâtre des Bouffes-Parisiens
- 1942 : Occupe-toi d'Amélie de Georges Feydeau, mise en scène Robert Ancelin, Théâtre de la Porte-Saint-Martin
- 1943 : Pour avoir Adrienne de Louis Verneuil, mise en scène Robert Ancelin, Théâtre de la Porte-Saint-Martin

### Metteur en scène
- 1940 : Le Bossu de Paul Féval et Auguste Anicet-Bourgeois, Théâtre de la Porte-Saint-Martin
- 1941 : Le Maître de forges de Georges Ohnet, Théâtre de la Porte-Saint-Martin
- 1941 : Les Deux Orphelines d'Adolphe d'Ennery et Eugène Cormon, Théâtre de la Porte-Saint-Martin
- 1941 : Mon curé chez les riches de Clément Vautel, Théâtre de la Porte-Saint-Martin
- 1941 : La Porteuse de pain de Xavier de Montépin, Théâtre de la Porte-Saint-Martin
- 1941 : Le Contrôleur des wagons-lits et Les Surprises du divorce d'Alexandre Bisson, Théâtre de la Porte-Saint-Martin
- 1941 : Les Deux Gosses de Pierre Decourcelle, Théâtre de la Porte-Saint-Martin
- 1941 : Le Crime du Bouif, pièce policière à grand spectacle d'André Mouëzy-Éon et Georges de La Fouchardière, d'après le roman de G. de La Fouchardière, mise en scène de Robert Ancelin au Théâtre de la Porte-Saint-Martin[2]
- 1942 : La Bouquetière des Innocents d'Auguste Anicet-Bourgeois et Ferdinand Dugué, Théâtre de la Porte-Saint-Martin
- 1942 : Occupe-toi d'Amélie de Georges Feydeau, Théâtre de la Porte-Saint-Martin
- 1942 : Et moi je te dis qu'elle t'a fait de l'œil de Maurice Hennequin et Pierre Veber, Théâtre de la Porte-Saint-Martin
- 1943 : Pour avoir Adrienne de Louis Verneuil, Théâtre de la Porte-Saint-Martin
- 1943 : Mon oncle et mon curé de Jean de La Brète, Théâtre de la Porte-Saint-Martin
- 1943 : Le Pavillon d'Asnières de Charles Méré d'après Georges Simenon, Théâtre de la Porte-Saint-Martin
- 1943 : Mon curé chez les riches d'après le roman de Clément Vautel, Théâtre de la Porte-Saint-Martin
- 1945 : La Puce à l’oreille de Georges Feydeau,  Théâtre de la Porte-Saint-Martin
- 1948 : Un p'tit mari en or d'André Mouëzy-Éon,  Théâtre de la Porte-Saint-Martin

## Doublage

### Cinéma
- James Cagney dans :
  - Les Anges aux figures sales (1938) : William 'Rocky' Sullivan
  - À l'ombre des potences (1955) : Matt (Matthieu en VF) Dow